# Тем'янець
Тем'янець — село в Україні, у Коростенському районі Житомирської області. Населення становить 28 осіб. Входить до складу Малинської міської громади.

## Назва
19 вересня 2024 року Верховна Рада підтримала перейменування села Першотравневе на Тем'янець. 26 вересня 2024 року перейменування набуло чинності.

## Населення

### Мова
Розподіл населення за рідною мовою за даними перепису 2001 року:
| Мова       | Кількість | Відсоток |
| ---------- | --------- | -------- |
| українська | 28        | 100%     |